# Lycaste skinneri
Lycaste skinneri, també Lycaste virginalis, és una espècie d'orquídea epífita que es troba al sud de Mèxic, a Guatemala, El Salvador i Hondures, a una alçada mitjana de 1650 msnm. És la flor nacional de Guatemala, on es coneix com a Monja Blanca, per la seva «raresa i bellesa».

## Descripció
Presenta pseudobulbs gruixuts dels quals creixen les fulles llargues. Les flors d'aquesta espècie, generalment individuals, són triangulars, creixen des de la base del pseudobulb més jove i mesuren entre 10 i 15 cm. Poden variar des de coloracions completament blanques de la subespècie alba, passant per diferents tons de rosat fins a color espígol. La puresa del seu color les converteix en candidates ideals per a la formació d'híbrids del gènere Lycaste. El període de floració és entre novembre i abril, amb un màxim a finals de gener i principis de febrer, en el qual una planta madura pot produir entre 4 i 12 flors, cadascuna amb una durada d'entre 6 i 8 setmanes.
És una planta hermafrodita capaç de produir milions de llavors dins d'un fruit en forma de càpsula. No obstant això, les condicions necessàries per a la germinació inclouen la presència d'un fong específic, el que resulta en que sigui una planta molt escassa la comercialització es troba prohibida a Guatemala.

## Hàbitat
Els exemplars de Lycaste skinneri es troben en boscos humits de Guatemala, Mèxic, El Salvador i Hondures, sent més abundant a Guatemala. Habita a una altitud mitjana de 1.650 msnm, on no pateix les altes temperatures durant l'estiu ni les baixes durant l'hivern, i a més hi ha abundant nuvolositat per a elevar la humitat relativa durant el dia i l'estació seca. Habita a les ramificacions d'arbres llenyosos a altures en què les condicions d'il·luminació siguin apropiades. És molt sensible als canvis de temperatura i per això viu en llocs en els quals aquesta oscil·la entre els 27 °C de dia i els 18 °C a la nit; la humitat ideal per al seu desenvolupament és d'entre el 50 i el 70 per cent.